# 데노쇼정
데노쇼정(手荘町)은 오카야마현 가와카미군에 있던 정이다. 현재의 다카하시시의 일부에 해당한다.

## 역사
- 1889년 6월 1일 - 정촌제 시행에 수반해 가와카미군 데노쇼촌이 발족하였다.
- 1950년 4월 1일 - 정으로 승격해 데노쇼정이 되었다.
- 1954년 4월 1일 - 오가촌, 다카야마촌과 합병해 가와카미정이 신설하여 폐지되었다.

## 참고문헌
- 角川日本地名大辞典 33 岡山県
- 『市町村名変遷辞典』東京堂出版、1990年。